# Missionaries of Charity

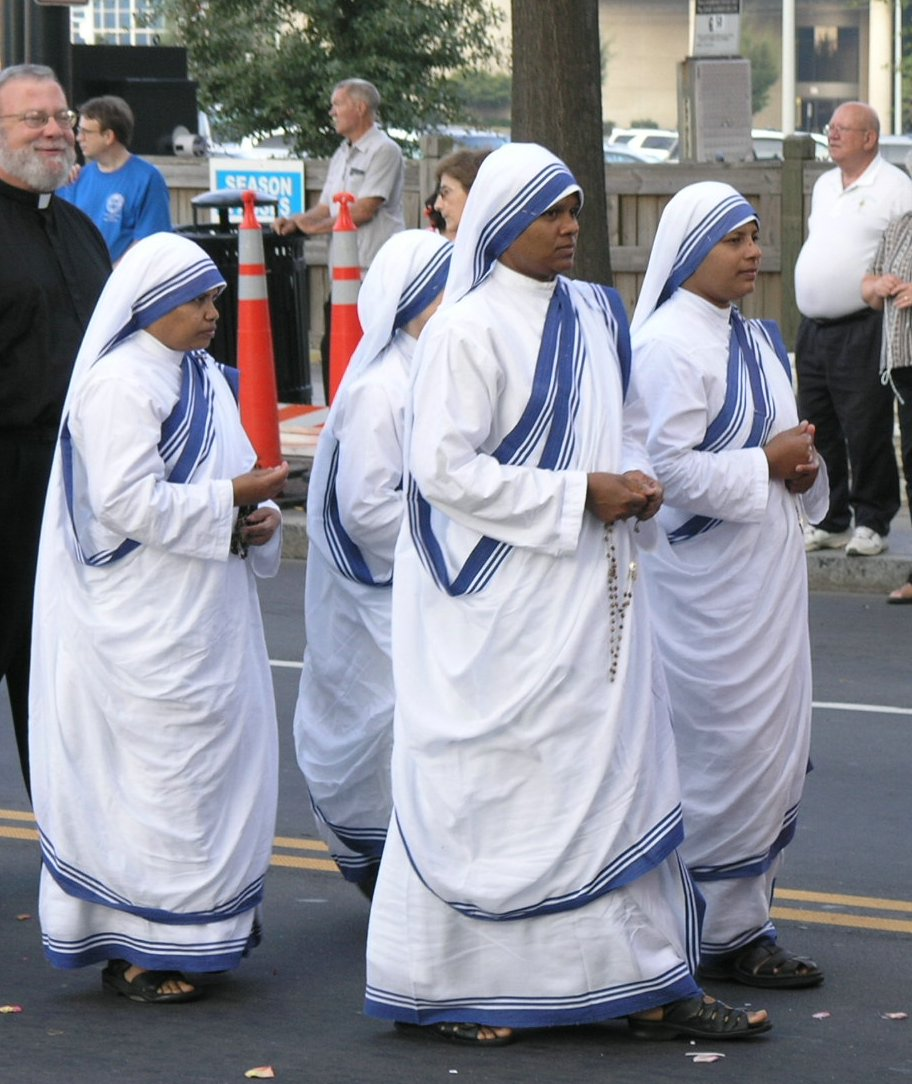
Sisters of Charity.

Missionaries of Charity är den katolska nunneorden som Moder Teresa ledde den 7 oktober 1950 under slutet av 1900-talet i Calcutta. Orden är mest känd för sin verksamhet i Indien, men finns även i ett flertal andra länder, bland annat i Sverige.